# Greenlight (canción de Pitbull)
«Greenlight» es una canción del rapero estadounidense Pitbull con la colaboración de los cantantes estadounidense Flo Rida y Lunchmoney Lewis. Fue lanzado como sencillo el 22 de julio de 2016 por el sello RCA Records. También ha sido la canción oficial del evento de pago por visión (PPV) de la WWE, WrestleMania 33.

## Video Musical
El 19 de agosto de 2016, Pitbull subió el video musical de "Greenlight" a través de YouTube. El video fue filmado en Miami.

## Lista de posiciones
| Lista (2016)                       | Mejor posición |
| ---------------------------------- | -------------- |
| Canadá (Canadian Hot 100)          | 77             |
| República Checa (Rádio Top 100)    | 23             |
| Francia (SNEP)                     | 65             |
| Alemania (Media Control AG)        | 90             |
| Eslovaquia (Rádio Top 100)         | 56             |
| Estados Unidos (Billboard Hot 100) | 95             |
| Estados Unidos (Mainstream Top 40) | 22             |